# دانى بلانشفلاور
داني بلانشفلاور (بالإنجليزية: Danny Blanchflower) هو لاعب خط وسط ومدرب كرة قدم سابق من إيرلندا الشمالية ولد في 10 فبراير عام 1926 في عاصمة إيرلندا الشمالية «بلفاست» وتوفي في 9 ديسمبر عام 1993 عن عمر يناهز 67 سنة في عاصمة إنجلترا «لندن» ومن أشهر مقولاته متحدثاً عن كرة القدم: «هذه اللعبة هي عبارة عن المجد.» صنفته صحيفة التايمز في عام 2009 بأنه أفضل لاعب في تاريخ نادي توتنهام هوتسبر  وأشتهر داني بتصاريحه المثيرة للاهتمام والهزلية.

## السنوات الأولى
ولد بلانشفلاور في 10 فبراير عام 1926 وهو الأول من خمسة أطفال ولدوا لأسرة جون وسيلينا بلانشفلاور  وكانت والدته لاعبه كرة قدم وشقيقه الأصغر «جاكي بلانشفلاور» كان لاعباً مع مانشستر يونايتد وفاز معهم بـالدوري الإنجليزي الممتاز مرتين لكنه أعتزل بعد كارثة ميونخ الجوية الشهيرة وتوفي في سنة 1993.

## مسيرته كلاعب

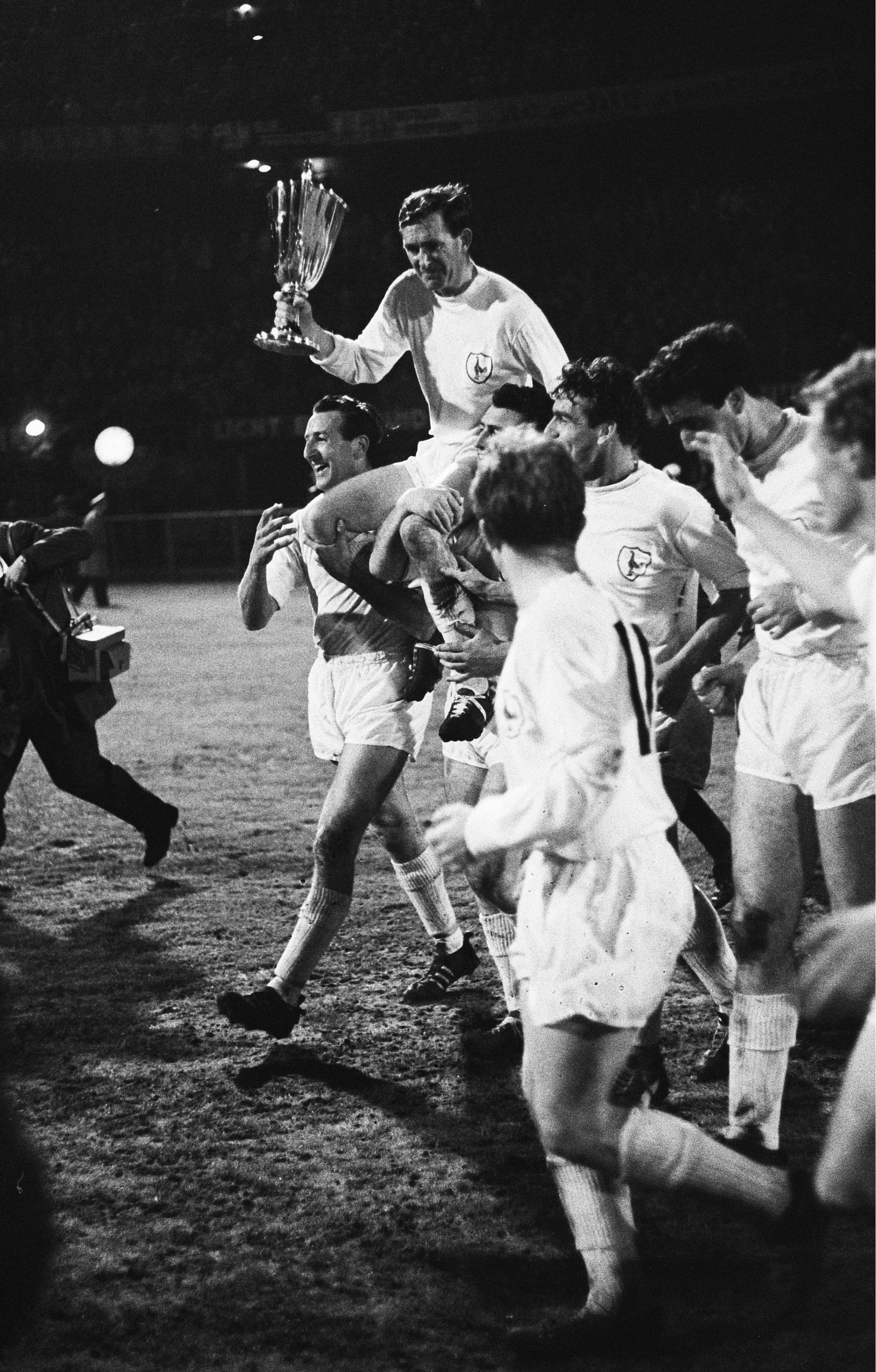
داني بلانشفلاور هو الذي يحمل الكأس مع توتنهام

بدأ داني مسيرته الكروية في عام 1946 بعد نهاية الحرب العالمية الثانية وأنضم إلى نادي منطقته نادي جلنتوران حيث لعب معهم 3 سنوات قبل أن يجذب الأنظار ويضمه نادي بارنسلي الإنجليزي مقابل 6,000 باوند وهو في سن 23 عاماً. بعد موسمين مع بارنسلي تركهم وأنضم لـأستون فيلا مقابل 15,000 باوند حيث لعب مع الفيلاينز 155 مباراة في كل البطولات وفي عام 1954 قرر ترك النادي ورفض أغلى راتب في إنجلترا انذاك من استون فيلا لأجل الانضمام إلى أحد اندية شمال لندن اما توتنهام هوتسبر أو ارسنال لكن في النهاية قرر اختيار نادي توتنهام هوتسبير بسبب اعجابه بمدربهم انذاك أرثر روي 
 اشتراه توتنهام في عام 1954 مقابل 30,000 باوند ولعب 10 سنوات في النادي مقدماً 382 مباراة في كل البطولات ومسجلاً 21 هدف. جاءت الحقبة الأفضل مع الديوك في عام 1961 حين فازوا بأول 11 جولة في الدوري وفازوا بثنائية الدوري والكأس الأولى في القرن العشرين. وفي سنة 1963 عندما أصبحوا أول الفرق البريطانية التي تحقق بطولة أوروبية عندما فازوا 5-1 ضد أتليتكو مدريد.

وخلال الفترة التي قضاها مع نادي توتنهام فاز بجائزة لاعب العام في إنجلترا مرتين 1958 و1961.

بين عامي 1949 و1963 لعب 56 مباراة دولية مع منتخب بلاده ايرلندا الشمالية وسجل هدفين. وقاد منتخب بلاده في عام 1958 للوصول إلى ربع نهائي كأس العالم. في عام 1962 ضد منتخب ويلز لكرة القدم أصبح داني بلانشفلاور أول لاعب يلعب 50 مباراة مع منتخب ايرلندا الشمالية. 

في 1 مايو عام 1957 قام لاعب منتخب ايرلندا الشمالية وتوتنهام داني بلانشفلاور رفقه جيمي ماكلوري بتنفيذ طريقة «بلنتي كرويف» كأول من ينفذها عبر التاريخ ضد منتخب البرتغال لكرة القدم. في 5 أبريل عام 1964 أعلن داني بلانشفلاور أعتزاله لكرة القدم عن عمر يناهز 38 عاماً حيث شارك بأكثر من 350 مباراة مع توتنهام وقادهم للحصول على ستة بطولات في سنواته العشر.

## مسيرته كمدرب
كمعظم اللاعبين المميزين فهم يفشلون كمدربين. بعد اعتزاله بقي في نادي توتنهام كاحد طاقم مدربهم بيل نيكلسوندواستمر حتى عام 1974 عندها ترك النادي.اني درب منتخب بلاده ايرلندا الشمالية لفترة وجيزة مابين أعوام 1976 و1978 حيث قادهم في 16 لقاء لكنه لم يفز إلا في 4 مباريات فقط وتعادل في 4 أخرى وخسر 8 مرات. في سنة 1979 أصبح مدرب نادي تشلسي وفي أول مباراة كمدرب لهم خسر بنتيجة 7-2 من نادي ميدلزبره ولم يفز إلا 5 مرات فقط في 32 مباراة دربهم فيها وفشل في إنقاذهم من الهبوط. ومنذ ذلك الحين ترك عالم التدريب.

## آخر السنوات
في 1 مايو عام 1990 أقيمت مباراة تكريمية له في وايت هارت لين بين توتنهام هوتسبير ومنتخب ايرلندا الشمالية. السنوات الأخيرة من حياته تعرض لـمرض باركنسون ومرض آلزهايمر وقد وضع في دار المسنين في آخر سنين حياته حتى توفي في 9 ديسمبر 1993 بعمر 67. وفي عام 2003 أصبح عضواً في قاعة مشاهير الكرة الإنجليزية.

## إقتباساته
- «الفوز هو ليس كل شيء.. الرغبة في الفوز أهم.»[5]
- الصحفي: «ماسر فوز توتنهام في كل المباريات حتى الآن؟» داني: «أعتقد أن السبب هو أننا سجلنا أكثر من خصمنا في كل مباراة.» [5]
- «ضجيج الحشد وغنائهم هو الأكسجين الذي يتنفسه اللاعبين.»
- «كرة القدم لا تتعلق بالفوز أو الأهداف أو التشجيع هي تتعلق بالمجد وفعل الأشياء بأسلوب مميز» [5]
- «الأفكار هي أشياء مضحكة جداً هي لن تعمل مالم تفعلها» [5]
- نوبي ستايلز: «بلانشفلاور انتهى!» رد عليه داني: «أسمح لي يابني. أنا لم أقرأ هذا البرنامج حتى الآن. ماهو أسمك؟» [5]

## الإنجازات

### مع توتنهام
الدوري الإنجليزي الممتاز:
- البطل: 1961 .
- الوصيف: 1957 , 1960 , 1963 .

كأس الاتحاد الإنجليزي:
- البطل: 1961 , 1962 .
- نصف النهائي: 1954 , 1956 .

الدرع الخيرية:
- البطل: 1961 , 1962 .

كأس الكؤوس الأوروبية:
- البطل: 1963 .

دوري أبطال أوروبا:
- نصف النهائي: 1962 .

### مع المنتخب الإيرلندي الشمالي
البطولة الداخلية البريطانية:
- البطل: 1956 , 1958 , 1959 .
- الوصيف: 1953 .

## روابط خارجية
- دانى بلانشفلاور على موقع الاتحاد الدولي (مؤرشف)  (الإنجليزية)
- دانى بلانشفلاور على موقع قاعدة بيانات كرة القدم.إي يو (الإنجليزية)
- دانى بلانشفلاور على موقع ناشيونال فوتبول تيمز (الإنجليزية)